# Mehdi Rajabian
Mehdi Rajabian (persan : مهدی رجبیان ; né en octobre 1989 à Sari, est un compositeur et musicien iranien. Il est emprisonné en 2013 pour avoir poursuivi des activités musicales illégales. En 2019, il sort l'album Middle Eastern en collaboration avec un certain nombre d'autres artistes du Moyen-Orient. En 2021, il sort l’album Coup of Gods, et en 2022, l’album It Arrives,,,.Rajabian comme le premier compositeur à recevoir le Prix de la minorité des Nations unies.

## Formation et débuts artistiques
Il apprend le radif, corpus musical de la culture persane, pendant plusieurs années, en commençant son apprentissage auprès des maîtres de la musique traditionnelle. Il suit des études musicales à l’université, au cours desquelles il enregistre et joue sur plusieurs albums. Il se lance dans un projet musical de recherches sur l'histoire de l'Iran racontée au setâr, "Research Album of the History of Iran narrated by Setar". Il y est à la fois joueur de setâr, compositeur et producteur. Il travaille également comme ingénieur du son et directeur de l'enregistrement sonore dans plusieurs albums de musique. Après son arrestation en 2013, il doit mettre un terme à ses études universitaires ainsi qu’à son projet musical,,,,,,.

## Activités et arrestation
En tant que fondateur de la société "Barg Music", qu’il lance en 2009, Mehdi Rajabian participe au développement et à la production de la musique, assurant le suivi et le contrôle qualité. Le 05 octobre 2013, il est arrêté dans son bureau, avec son frère Hossein, co-directeur de la société “Barg Music” et cinéaste indépendant, par les forces de sécurité iraniennes. Il est détenu 18 jours dans un lieu tenu secret, où il dit subir des actes de torture, avant d’être transféré au quartier 2A de la prison d’Evin , où on lui inflige deux mois d'isolement en cellule. Cette arrestation met fin à son projet personnel, qui était l’enregistrement d'un Album de recherche sur l'histoire de l'Iran, racontée au setâr ("Research Album of the History of Iran narrated by Setar "). Son studio personnel, tous les enregistrements, les disques durs de la musique enregistrée lui sont confisqués et le projet tombe dans le silence. Mehdi Rajabian est relâché sous caution en 2013, puis passe en jugement en 2015,,,,,.

## Procès
A l’issue d’un procès expéditif, d’une durée de 3 minutes, présidé par le Juge Mughiseh, à l’été 2015, Mehdi Rajabian est condamné à six ans d’emprisonnement par la Cour révolutionnaire islamique pour poursuite d’activités illégales, insulte à la religion, et propagande contre le système. Il écope également d’une amende de plusieurs milliers de dollars. Il commence à purger sa peine à partir de 2016,,,,,,,.

## Emprisonnement et grèves de la faim
Mehdi Rajabian est incarcéré dans le quartier 7 de la prison d'Evin à Téhéran en 2016. Après un litige avec le directeur de la prison, il est envoyé au quartier 8 par mesure de rétorsion. Au bout de 10 mois d'emprisonnement, il entame une grève de la faim pour protester contre son procès injuste, le manque d'installations médicales en prison et son transfert dans le quartier 8 qui le sépare de son frère. Il interrompt sa grève de la faim après 14 jours, à la suite de l’intervention du représentant officiel du procureur envoyé à la prison comme intermédiaire. Toutefois, constatant que ses conditions de détention ne changent pas, voire se dégradent, il reprend sa grève de la faim pendant 30 jours, publie une lettre ouverte adressée aux autorités judiciaires de l'Iran, et en appelle aux artistes du monde entier pour obtenir leur soutien,,,,,. L'ONU le distingue lors de l'édition 2023 du concours d’art international pour les artistes issus de minorités.